# August Nauck

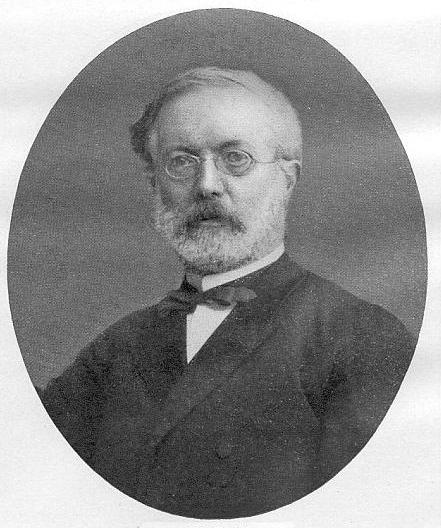
August Nauck

Johann August Nauck, född 18 september 1822 i Auerstedt vid Merseburg, död 3 augusti 1892 i Sankt Petersburg, var en tysk filolog.
Nauck var 1869–83 professor i grekiska vid kejserliga historisk-filologiska institutet i Sankt Petersburg. Han var en av sin tids mest berömda textkritiker. Han utgav bland annat Euripides (1854; tredje upplagan 1871; band 3 1869); hans viktigaste arbete är Fragmenta tragicorum græcorum (1856; tredje upplagan 1889). Vidare kan nämnas Porphyrii opusculatria (1860; andra upplagan 1886) och Tragicæ dictionis index spectans ad fragmentæ tragicorum græcorum (1892).